# Baltic Cup 1948
Baltic Cup 1948 – turniej towarzyski Baltic Cup 1948, odbył się w dniach 26 - 28 września 1948 roku na Łotwie. Był to drugi turniej piłkarski po aneksji krajów bałtyckich przez ZSRR. W turnieju tradycyjnie wzięły udział trzy zespoły:drużyna gospodarzy, Litwy i Estonii.

## Mecze
| 26 września |  | Łotwa | 0 | - | 1 (0:0) | Litwa |

| 27 września |  | Estonia | 1 | - | 2 (1:1) | Litwa |

| 28 września |  | Łotwa | 1 | - | 1 | Estonia |

## Końcowa tabela
| M | Reprezentacja | L.m. | Zw. | Rem. | Por. | Bramki | R.br. | Pkt |
| 1 | Litwa         | 2    | 2   | 0    | 0    | 3:1    | +2    | 4   |
| 2 | Estonia       | 2    | 0   | 1    | 1    | 2:3    | -1    | 1   |
| 3 | Łotwa         | 2    | 0   | 1    | 1    | 1:2    | -1    | 1   |

Triumfatorem turnieju Baltic Cup 1948 został zespół Litwy.